# Nanaia Mahuta

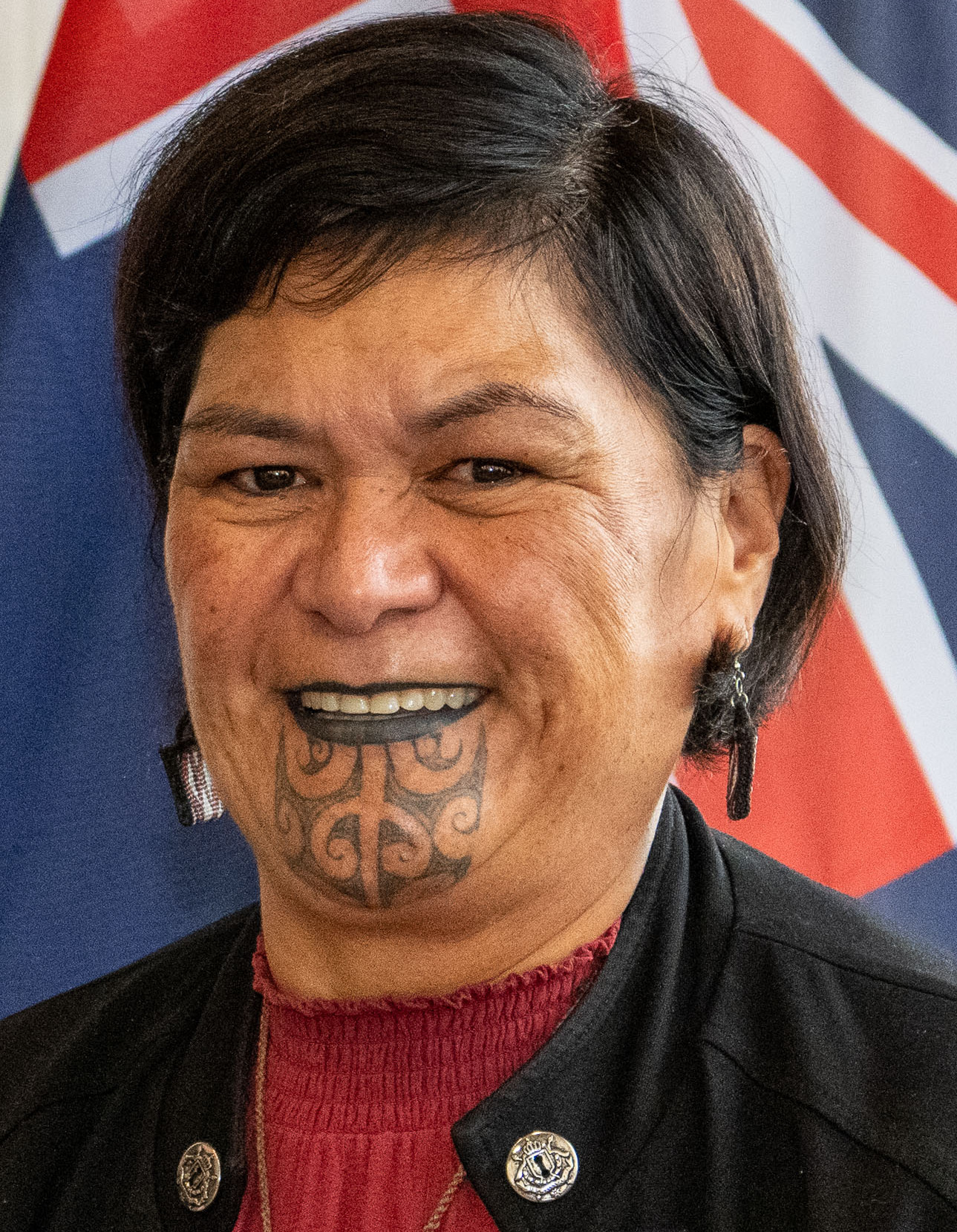
Nanaia Mahuta (2023)

Nanaia Cybelle Mahuta (geboren am 21. August 1970 in Auckland, Neuseeland) ist eine neuseeländische Politikerin. Sie war von 1996 bis 2023 Abgeordnete im Repräsentantenhaus, zuletzt für den Wahlkreis Hauraki-Waikato, und seit November 2020 Außenministerin im Kabinett Ardern II von Premierministerin Jacinda Ardern. Von 2017 bis 2020 war sie Ministerin der Kommunalverwaltung und Minister of Māori Development. Ab 2020 war sie neben ihrem Amt als Außenministerin und Ministerin der Kommunalverwaltung Associate Minister of Māori Development. Sie war die erste indigene Frau, die das Außenministerium Neuseelands leitete. Nach der verlorenen Parlamentswahl trat sie im November 2023 von ihren Ministerialämtern zurück.

## Leben
Mahuta besuchte die Kura Kaupapa Rakaumanga-Schule in Huntly und später das Internat Waikato Diocesan School for Girls. Anschließend studierte sie an der University of Auckland und erwarb ein Diplom in Māori Business Development. Sie erwarb einen Abschluss als M. A. (Hons) in Sozialanthropologie.

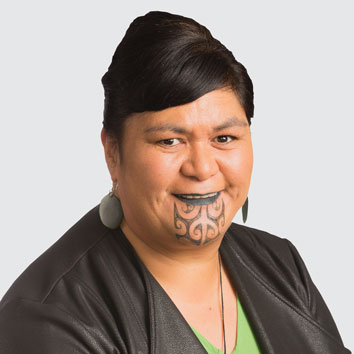
Nanaia Mahuta (2019)

Als Nichte der ersten Māori-Königin Te Arikinui Te Atairangikaahu, die 1995 in ihrem Marae (Stammestreffenhaus) mit Königin Elisabeth II. das First Treaty Settlement mitunterzeichnete, hat sie enge Verbindungen zum Kīngitanga, dem Māori King Movement. Ihr Vater ist Sir Robert Te Kotahi Mahuta, der Adoptivsohn von König Korokī und der ältere Bruder von Te Atairangikaahu. Darüber hinaus ist sie eine Urenkelin der Prinzessin Te Puea Hērangi der Tainui und mit Māori-König Kingi Tuheitia verwandt. Sie gehört den Clans der Waikato-Tainui, Ngāti Maniapoto und Ngāti Manu an.
Mahuta lebt in einer Partnerschaft mit William Gannin Ormsby, ihrem Cousin ersten Grades. Das Paar hat zwei Kinder, die 2010 und 2013 geboren sind. Mahuta hat zwei Schwestern.
Für eine Kontroverse im Zusammenhang mit ihrer Ernennung zur Außenministerin sorgte das traditionelle Kinn-Tattoo, ein Moko Kauae, das sie als erste Frau im Parlament seit 2016 trägt. Die politisch dem rechten Spektrum zuzuordnende Bloggerin Olivia Pierson hatte im Kurznachrichtendienst Twitter einen Tweet abgesetzt, mit dem sie, unter Bezug auf Mahutas Berufung als Außenministerin, Gesichtstattoos bei einer Diplomatin als „hässlich und unzivilisiert“ abqualifizierte. Der neuseeländische Onlinehändler Mighty Ape hat daraufhin nach eigenen Aussagen den Vertrieb von Piersons Buch Western Values Defended: A Primer eingestellt. Pierson bezeichnete dies als Teil der Cancel Culture und sagte, sie habe zwischenzeitlich Morddrohungen erhalten.

## Politische Karriere
Mahuta wurde 1996, mit 26 Jahren, Mitglied des Einkammerparlaments für die Labour-Partei.
Bei den Parlamentswahlen im Jahr 2005 hielt Mahuta ihr Wählermandat für Tainui. Anschließend war sie als Teil der Labour-Progressive-Koalitionsregierung Ministerin für Zoll, Jugendentwicklung, Kommunalverwaltung und Umwelt. Sie verlor ihre Ressorts, als Labour bei den Parlamentswahlen 2008 geschlagen wurde.
Nach der Niederlage der Labour-Regierung bei den Wahlen 2008 und den aufeinander folgenden Verlusten von Labour in den Jahren 2011 und 2014 hatte Mahuta verschiedene Ressorts in der Partei inne, so war sie Sprecherin der Labour-Partei für Māori Angelegenheiten, für Bildung, Energie und Naturschutz. Sie war auch stellvertretende Vorsitzende des Ausschusses für Māori-Angelegenheiten im 51. Parlament. 2014 stellte sie sich als Parteivorsitzende für Labour zur Wahl, verlor jedoch gegen Andrew Little.
Seit 2017 war sie Ministerin im Kabinett Ardern I für die Ressorts Kommunalverwaltung und Maori-Entwicklung. Sie diente auch als beigeordnete Ministerin für Handel und Exportwachstum, Umwelt und Wohnungsbau. Bei den Parlamentswahlen 2020 behielt Mahuta ihren Wählersitz für Hauraki-Waikato, wobei sie Donna Pokere-Phillips der Māori-Partei nach vorläufigen Ergebnissen mit einem Vorsprung von 7.551 Stimmen schlug.
Am 2. November 2020 wurde sie zur neuen Außenministerin ernannt. Sie erhielt internationale Anerkennung dafür, dass sie als erste Frau (und darüber hinaus erste Māori-Frau) das Ressort für Auswärtige Angelegenheiten innehat. Darüber hinaus behielt sie ihr Ressort als Ministerin für Kommunalverwaltung bei, während sie stellvertretende Ministerin für Māori-Entwicklung wurde.

### Ministerämter in der Regierung Clark
Mit dem Eintritt in das Kabinett von Helen Clark sammelte Mahuta ihre ersten Regierungserfahrungen:
| Minister                               | vom              | bis               |
| -------------------------------------- | ---------------- | ----------------- |
| Minister of Customs                    | 19. Oktober 2005 | 18. November 2008 |
| Associate Minister for the Environment | 19. Oktober 2005 | 18. November 2008 |

### Ministerämter in der Regierung Ardern
Ministeramt im 1. Kabinett von Jacinda Ardern:
| Minister                                             | vom               | bis              |
| ---------------------------------------------------- | ----------------- | ---------------- |
| Minister of Local Government                         | 26. Oktober 2017  | 6. November 2020 |
| Associate Minister for the Environment               | 26. Oktober 2017  | 6. November 2020 |
| Associate Minister for Housing and Urban Development | 14. November 2018 | 28. Juni 2019    |
| Associate Minister for Housing (Māori Housing)       | 28. Juni 2019     | 6. November 2020 |

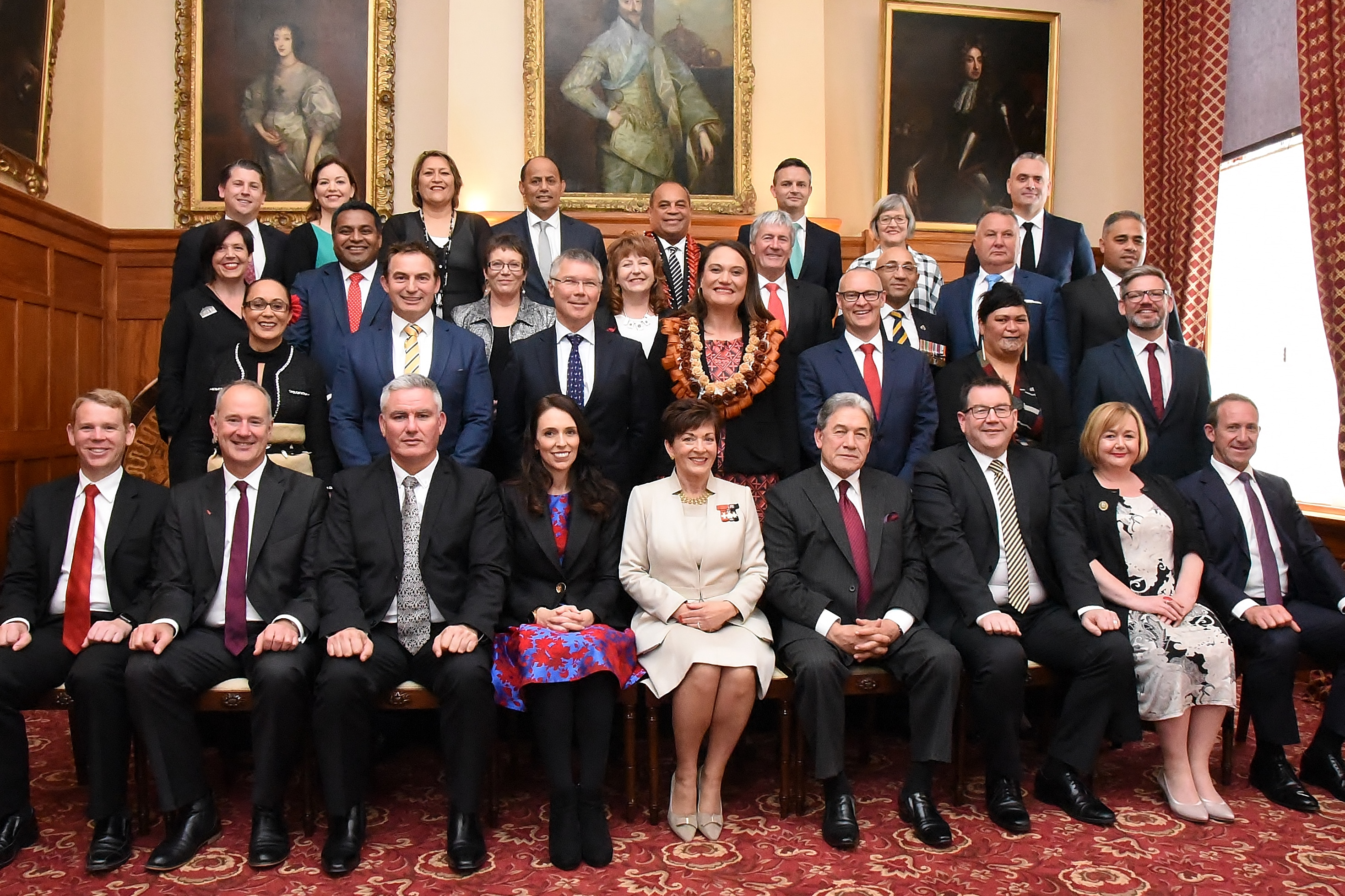
Nanaia Mahuta (2017)
2. von rechts in der zweiten Reihe

Ministeramt im 2. Kabinett von Jacinda Ardern:

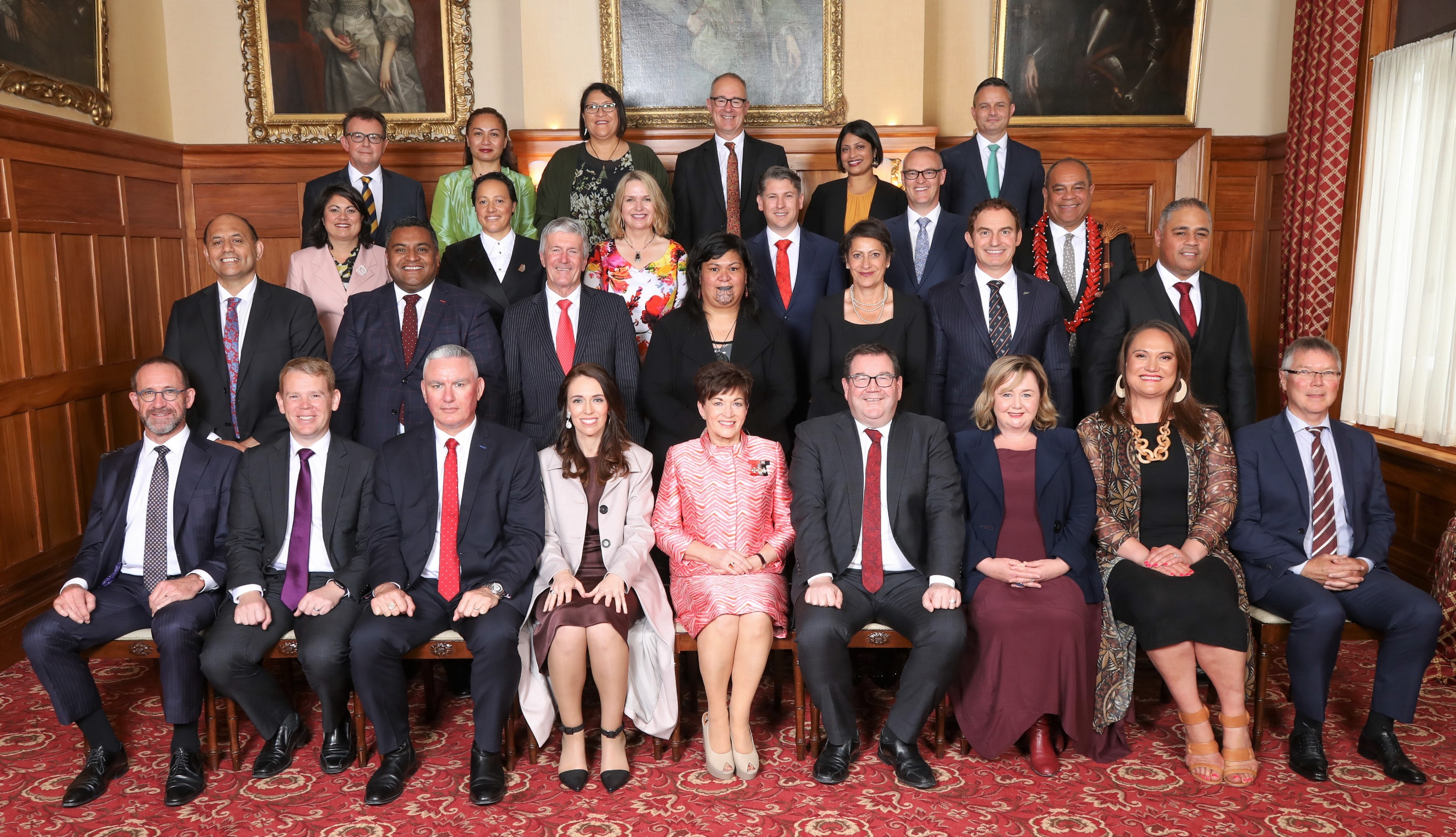
Nanaia Mahuta (2020)
in der Mitte der zweiten Reihe

| Minister                                 | vom              | bis             |
| ---------------------------------------- | ---------------- | --------------- |
| Minister of Foreign Affairs              | 6. November 2020 | 25. Januar 2023 |
| Minister of Local Government             | 6. November 2020 | 25. Januar 2023 |
| Associate Minister for Māori Development | 6. November 2020 | 25. Januar 2023 |

### Ministerämter in der Regierung Hipkins
Mit dem Rücktritt von Jacinda Ardern als Premierministerin in der laufenden Legislaturperiode und der Übernahme des Amtes durch ihren Parteikollegen Chris Hipkins am 25. Januar 2023, blieben alle Ministerämter von Mahuta unverändert.
| Minister                                 | vom             | bis               |
| ---------------------------------------- | --------------- | ----------------- |
| Minister of Foreign Affairs              | 25. Januar 2023 | 27. November 2023 |
| Minister of Local Government             | 25. Januar 2023 | 27. November 2023 |
| Associate Minister for Māori Development | 25. Januar 2023 | 27. November 2023 |

Quelle: Department of the Prime Minister and Cabinet
Mit der nachfolgenden regulären Parlamentswahl, die am 14. Oktober 2023 stattfand, verlor die Labour Party ihre Regierungsmehrheit an die New Zealand National Party und Mahuta mit dem zweiten Platz in ihrem Wahlkreis Hauraki-Waikato ihren Platz im Parlament.